# Taʻu
Taʻu (in samoano: Taʻū) è un'isola di origine vulcanica situata nel Pacifico meridionale. È una delle isole Manu'a, che fanno parte dell'arcipelago delle Isole Samoa, a sua volta compreso nella regione della Polinesia.
Fa parte amministrativamente della contea del distretto Manu'a delle Samoa Americane, territorio non incorporato degli Stati Uniti d'America.
Gli unici centri abitati dell'isola sono i villaggi di Luma e Si'ufaga.